# Horst (Gelderland)
Horst is een buurtschap van de gemeente Ermelo, in de Nederlandse provincie Gelderland. Het is vlak ten westen van het dorp Ermelo gelegen en heeft, inclusief het omringende gebied, 570 inwoners. De oppervlakte weiland bedraagt 4000 m². Bewoners van Horst zijn voor de dagelijkse boodschappen aangewezen op de voorzieningen in Ermelo, dat op 3 km afstand ligt.
In 1908 werd er in de buurtschap een eigen school gesticht. Tot 1920 werd de school uit eigen middelen bekostigd en bestaat tot op de dag van vandaag: "De Goede Herderschool".
De bebouwing in Horst is voornamelijk van agrarische oorsprong, alhoewel er na 1950 ook 'burgerwoningen' zijn gebouwd. De buurtschap kent een aantal historische boerderijen. Sinds 2009 is de buurtschap uitgebreid met een nieuwe wijk: de Horsterbrinken. In de wijk zijn diverse stijlvolle woningen gebouwd en Groot Horloo, een grootschalig appartementencomplex dat eruitziet als een middeleeuws kasteel.
De traditionele grens tussen de buurtschappen Horst en het nabijgelegen Telgt is voor vele inwoners een mysterie. Ondanks de rijke traditie, familiebanden en onderlinge strijd tussen de dorpen, weet eigenlijk niemand waar de grens precies ligt. De grens, die wordt bepaald door de beek, is de werkelijke grens.
Bij Horst liggen enkele zorginstellingen, zoals 's Heerenloo (verzorging van mensen met een verstandelijke beperking), en tevens zijn er veel toeristische voorzieningen. Aan het Wolderwijd ligt het strand van Horst, dat vanaf de A28 als Strand Horst aangegeven wordt.
Dorpen: Ermelo

Buurtschappen: De Beek · Drie · Horst · Houtdorp · Leuvenum · Nieuw Groevenbeek · Oud Groevenbeek · Speuld · Staverden · Telgt · Tonsel

Gelderland: Steden en dorpen in Gelderland      Nederland: Provincies · Gemeenten